# Area naturale protetta di interesse locale Poggio Ripaghera - Santa Brigida
Poggio Ripaghera - S. Brigida è un'area naturale protetta di interesse locale  della regione Toscana istituita nel 1997.
Occupa una superficie di 817 ha nella città metropolitana di Firenze.
L'area è stata indicata anche come sito di interesse comunitario.